# آزید مس (II)
آزید مس(II) (به انگلیسی: Copper(II) azide) با فرمول شیمیایی Cu(N۳)۲ یک ترکیب شیمیایی است. که جرم مولی آن ۱۴۷٫۵۸۶ g/mol می‌باشد. شکل ظاهری این ترکیب، بلورهای دستگاه بلوری راست‌لوزی قهوه‌ای است.